# Garvín de la Jara
Garvín de la Jara est une commune de la province de Cáceres dans la communauté autonome d'Estrémadure en Espagne.